# Dactylochelifer kussariensis
Dactylochelifer kussariensis es una especie de arácnido del orden Pseudoscorpionida de la familia Cheliferidae. Presenta dos subespecies: D. k. arenicola y D. k. kussariensis

## Distribución geográfica
Se encuentra en Israel y en Afganistán.